# Ravitaillement en vol
Vous lisez un « bon article » labellisé en 2024.
Ne doit pas être confondu avec le Ravitaillement vertical, qui consiste à livrer du matériel au sol depuis un hélicoptère en vol stationnaire.

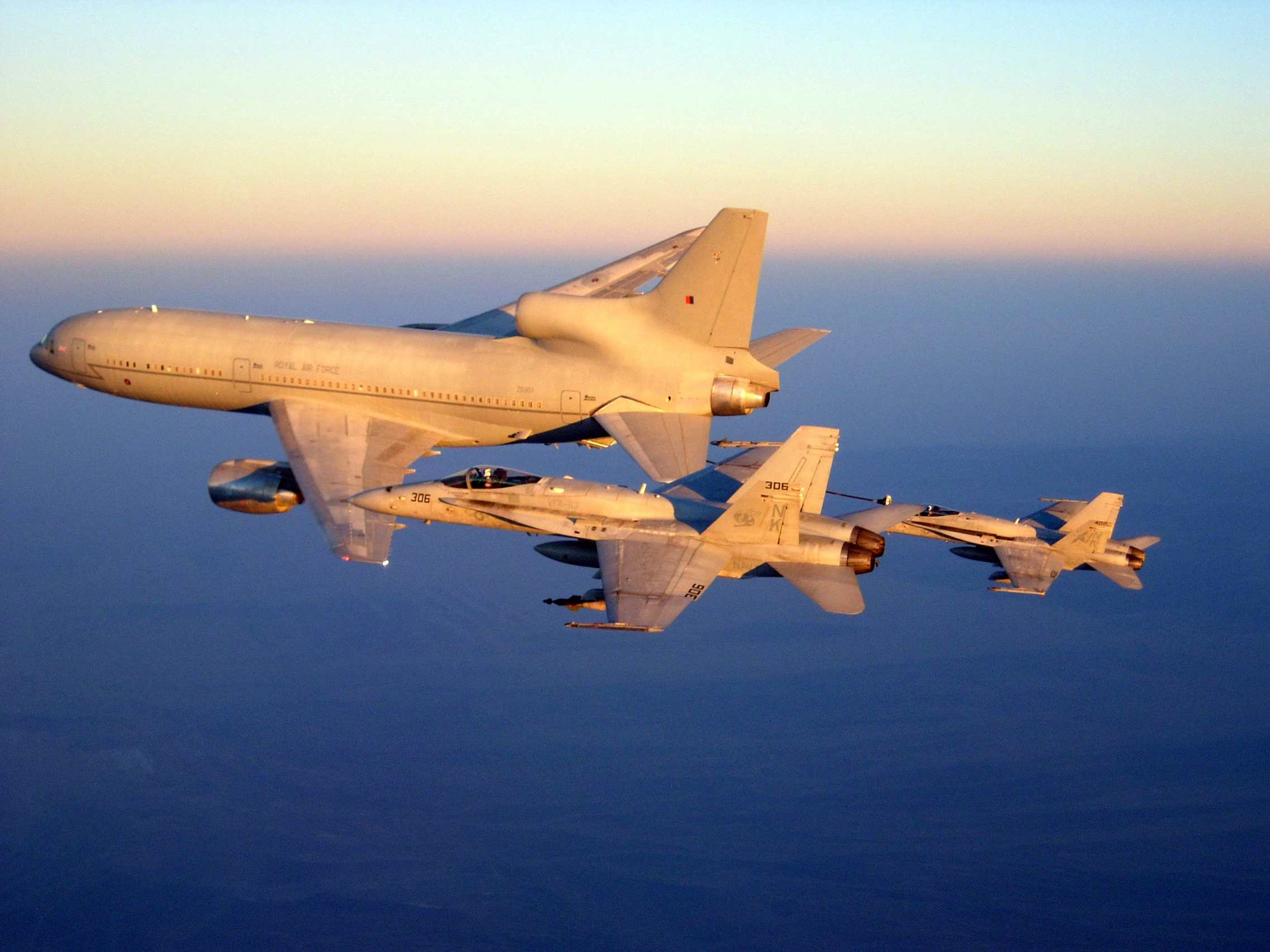
Un Lockheed TriStar K1 de la Royal Air Force ravitaillant en carburant deux McDonnell-Douglas F/A-18C Hornet de la marine américaine (2008).

Le ravitaillement en vol (en anglais : air refueling, in-flight refueling (IFR), air-to-air refueling (AAR)) est le processus de transfert de carburant d'un avion ravitailleur vers un avion (ou un hélicoptère) récepteur pendant le vol. L'objectif est de permettre à des appareils d'effectuer des vols sur de plus grandes distances, ou d'effectuer de plus longues patrouilles dans un secteur donné. Il permet en particulier de s'affranchir des limites d'autonomie inhérentes aux appareils de petite taille, comme les chasseurs.
Outre l'augmentation de l'autonomie, le ravitaillement en vol est parfois utilisé pour permettre à un avion de décoller avec une charge de carburant réduite, pour pouvoir emporter une charge utile plus lourde, ou de décoller d'une piste très courte. Ainsi un chasseur-bombardier peut décoller d'un porte-avion avec plus d'armement.
Les premiers essais de ravitaillement en vol remontent aux années 1920. La solution est employée de façon anecdotique pour le transport postal juste avant la Seconde Guerre mondiale. Ignorée par tous les belligérants pendant le conflit, elle est reconnue peu après la fin de celui-ci, d'abord aux États-Unis, comme un moyen d'augmenter le rayon d'action des avions militaires. Le ravitaillement en vol s'avère beaucoup plus sûr que d'autres moyens expérimentés après-guerre, comme le fait de transporter un petit chasseur dans la soute d'un bombardier lourd (aéronef parasite). Le ravitaillement en vol est utilisé de façon opérationnelle pour la première fois pendant la guerre de Corée et joue un rôle important dans tous les conflits postérieurs.
Deux techniques de ravitaillement existent. L'une (flying boom) fait appel à une perche rigide, télescopique, que l'avion ravitailleur déploie pour l'accrocher dans un réceptacle sur le dos de l'avion récepteur. Dans l'autre technique (probe-and-drogue), l'avion ravitailleur déploie un tuyau souple, stabilisé par un panier qui crée une traînée aérodynamique, et l'avion récepteur vient y verrouiller sa perche de ravitaillement. Cette deuxième solution a l'inconvénient d'offrir un débit de carburant plus limité, mais elle demande des modifications beaucoup moins lourdes à l'avion ravitailleur.
Certaines études prospectives s'intéressent à l'idée d'utiliser le ravitaillement en vol pour les avions de ligne, ce qui permettrait, dans certains cas, de réduire la consommation de carburant.

## Objectifs

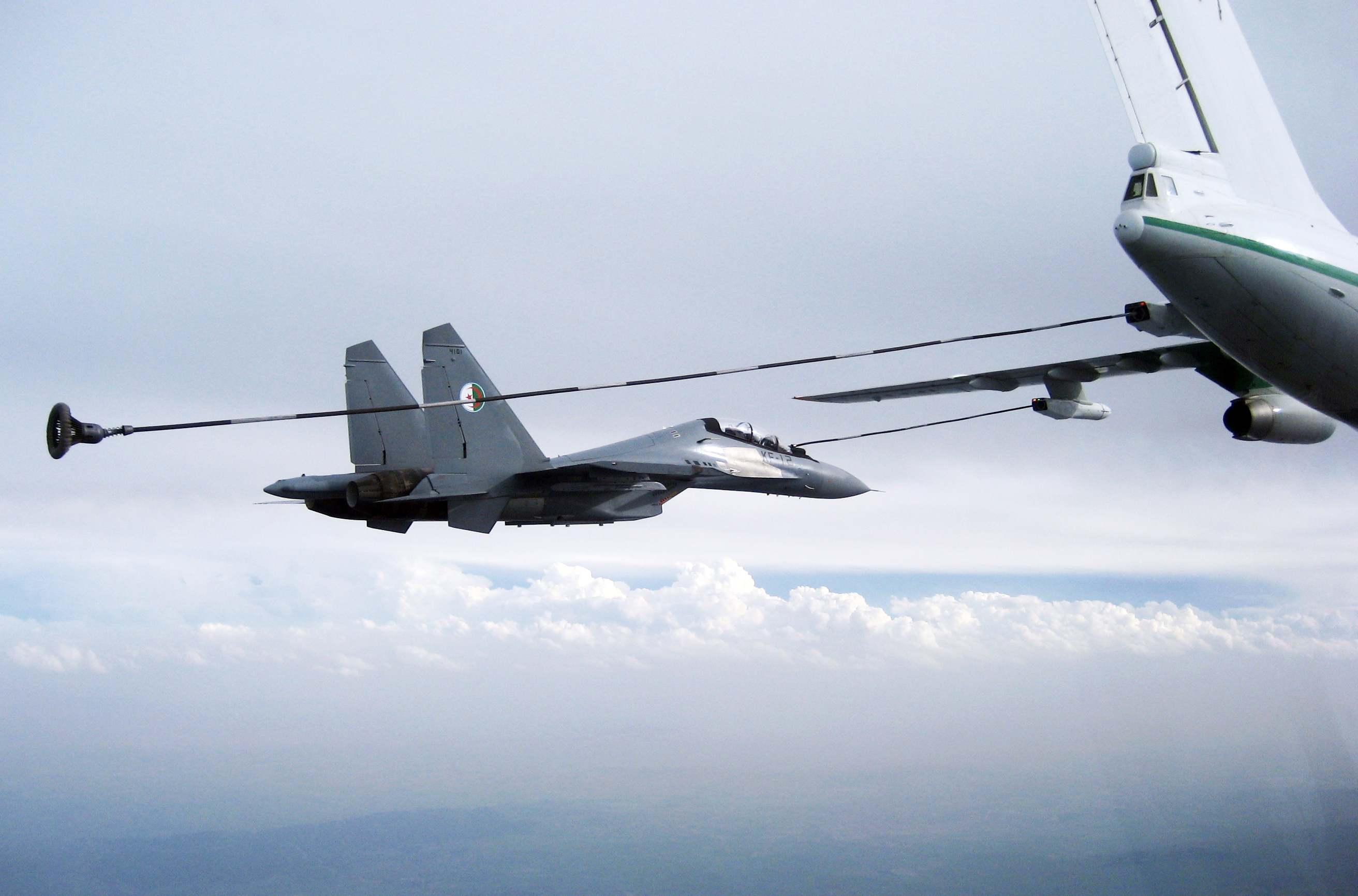
Un ravitaillant un Su-30MKA de l'armée de l'air algérienne.

L'autonomie d'un aéronef, de quelque catégorie qu'il soit, est un critère très important pour déterminer les missions dont il est capable. Pour un appareil militaire, on utilise principalement trois paramètres différents, mais liés. Le rayon d'action est la distance jusqu'au point le plus lointain que peut atteindre un avion en conservant assez de carburant pour revenir à son point de départ. C'est le paramètre le plus important pour un bombardier, par exemple. La distance franchissable est la distance maximale qu'un avion peut parcourir sans ravitaillement. Elle correspond à peu près au double du rayon d'action (mais pas exactement, en raison de subtilités concernant la charge transportée et la réserve de carburant de sécurité). Enfin, l’autonomie, elle, n'est pas une distance, mais le temps pendant lequel un avion est capable de rester en l'air (à une vitesse réduite). C'est une donnée importante pour un avion destiné à des missions de surveillance et de patrouille. Il existe des effets d'échelle qui font qu'un petit avion tend à avoir une autonomie plus limitée qu'un avion de grande taille. Cela tient, principalement, au fait que la capacité d'emport de carburant croît avec le cube des dimensions de l'avion tandis que le poids et la traînée aérodynamique augmentent plutôt avec son carré.
L'objectif principal du ravitaillement en vol est d'augmenter l'autonomie des avions (ou des hélicoptères) bien au-delà de ce que permet la capacité de leurs réservoirs de carburants. Ainsi, un avion d'attaque au sol peut atteindre une cible qui serait autrement bien trop éloignée de sa base, un chasseur peut être convoyé vers le théâtre des opérations sur un autre continent, un AWACS peut rester une journée entière sur site. Les avions ravitailleurs entrent ainsi dans la catégorie des multiplicateurs de forces, c'est-à-dire des moyens militaires qui, sans prendre part directement au combat, augmentent les capacités des forces de première ligne.
Dans certains cas, le ravitaillement en vol est aussi une méthode pour augmenter la charge utile d'un avion. L'avion-cargo lourd Lockheed C-5 Galaxy y fait souvent appel. Dans ce cas, l'avion décolle avec une charge tellement lourde que pour ne pas dépasser sa masse maximale au décollage, il ne peut emporter qu'une quantité très réduite de carburant. Il est ravitaillé en vol peu après son décollage.

## Historique

### Premiers essais

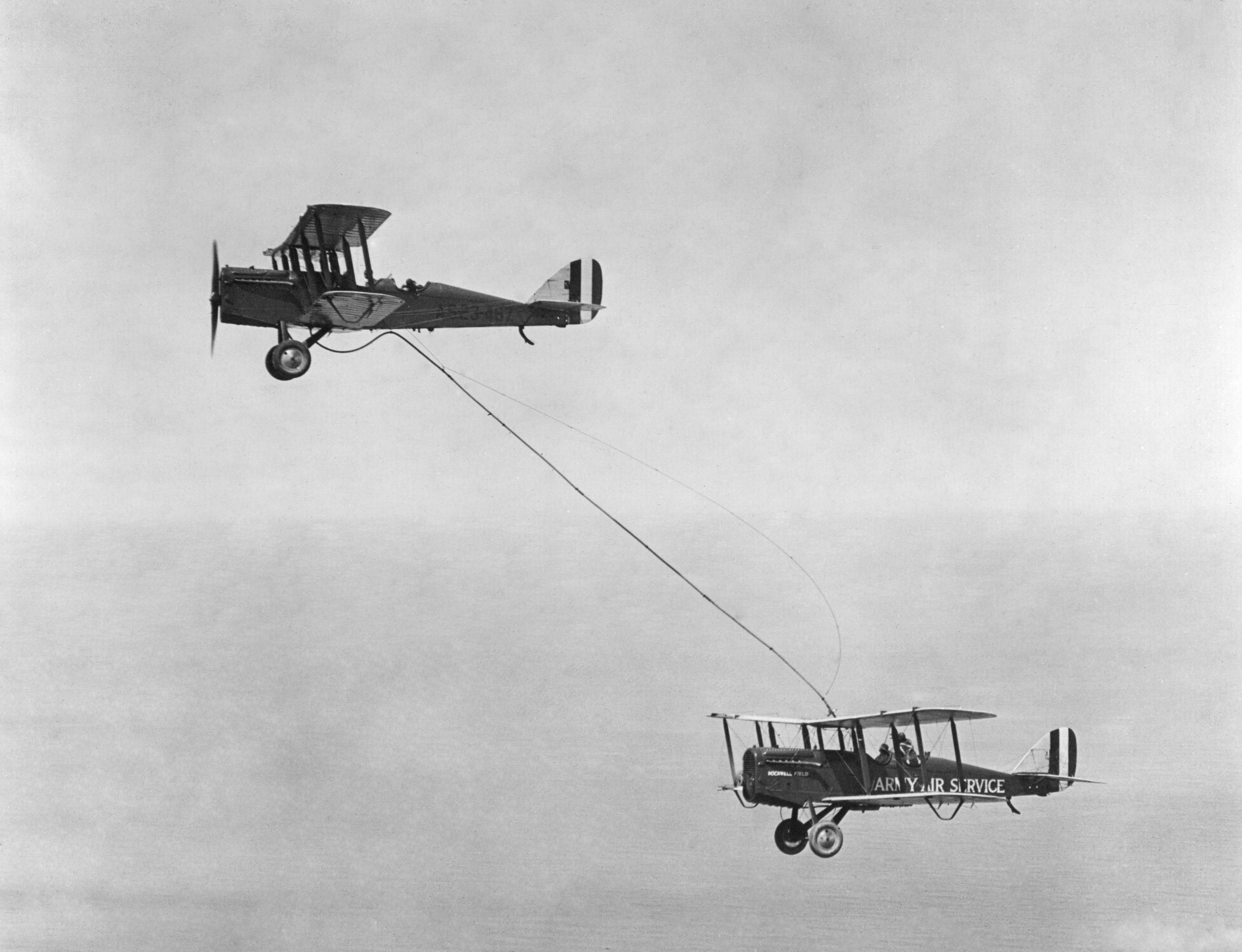
Le capitaine Lowell H. Smith et le lieutenant John P. Richter recevant le premier ravitaillement en vol le 27 juin 1923, à bord d'un avion piloté par le premier lieutenant Virgil Hine et le premier lieutenant Frank W. Seifert.

Le premier ravitaillement en vol entre deux avions, basé sur le développement d'Alexander P. de Seversky, a lieu le 27 juin 1923, entre deux biplans Airco DH-4B de l'United States Army Air Service. Un record d'endurance est établi les 27 et 28 août 1923 par trois DH-4B (un récepteur et deux ravitailleurs), dans lesquels l'appareil récepteur reste en l'air plus de 37 h, utilisant neuf ravitaillements en vol pour transférer 687 gallons (2 600 L) d'essence pour avions (Avgas) et 38 US gallons (140 L) d'huile moteur. Les mêmes équipages démontrent l'utilité de cette technique le 25 octobre 1923, lorsqu'un DH-4 vole de Sumas, dans l'État de Washington, à la frontière canado-américaine, à destination de Tijuana, au Mexique, atterrissant à San Diego, en effectuant le ravitaillement en vol à Eugene, en Oregon, et Sacramento, en Californie.
De 1923 à la fin des années 1930, le ravitaillement en vol est pratiqué dans le cadre de spectacles de cirque volant, un genre alors populaire, et ponctuellement expérimenté par des militaires de plusieurs nations. C'est ainsi qu'en 1928, un biplan de Havilland de l'armée belge reste en vol pendant soixante heures. Au mois de janvier suivant, le Question Mark (en), un Fokker F.VII de l'United States Army Air Corps, porte ce record à 151 heures. Un aviateur civil britannique, Alan Cobham, un des fondateurs du constructeur Airspeed, mène aussi des expérimentations dans cette période. Il rachète les brevets déposés par son compatriote Richard Atcherley (en) pour un système de ravitaillement et crée la société Cobham en 1935, pour commercialiser le ravitaillement en vol. Il parvient à convaincre Imperial Airways d'utiliser cette technique sur une ligne transatlantique.
En 1935, les frères Fred et Al Key (en), deux Américains, améliorent aussi la technique de leur côté. Ils établissent un record qui fait beaucoup de bruit, en volant pendant vingt-trois jours sans interruption à bord de leur Curtiss Robin, ravitaillé plusieurs fois par jour (en carburant, mais aussi en eau et en nourriture) par un autre appareil. Malgré le fait qu'il ait été assez largement expérimenté avant le conflit, le ravitaillement n'est utilisé par aucun des belligérants (et n'est même guère envisagé) pendant la Seconde Guerre mondiale, n'étant pas considéré par les états-majors comme une technologie assez mature pour être utilisée à grande échelle. Pourtant, les limitations d'autonomie des avions sont une préoccupation permanente pendant la guerre, en particulier du fait du manque de chasseurs capables d'escorter les bombardiers pendant les raids les plus longs.

### Développement et recherche d'alternatives après-guerre
En 1949, un bombardier Boeing B-50 (version améliorée du B-29) appelé Lucky Lady II entre dans l'histoire en effectuant le premier vol autour du monde sans escale, grâce à plusieurs ravitaillements en vol effectués par des KB-29. Il se pose le 2 mars 1949 sur la base texane d'où il est parti, après 94 h de vol. Au-delà de l'exploit technique et humain, il s'agit d'une démonstration de force à l'adresse des Soviétiques, montrant qu'aucun point de la carte n'est hors de portée des bombardiers américains.
D'autres méthodes pour augmenter le rayon d'action des avions de petite taille, comme les chasseurs, sont expérimentées en parallèle. Le principe du chasseur parasite (un concept qui remonte à 1918) consiste à transporter un chasseur dans la soute d'un bombardier et à le lâcher en vol pour affronter des intercepteurs ennemis. Le McDonnell XF-85 Goblin est ainsi développé pour être transporté, largué, puis récupéré par un Convair B-36 Peacemaker. Les essais en vol sont peu concluants et le projet est abandonné en 1949.
Le projet FICON, lancé après l'abandon du XF-85, reprend le concept de l'avion parasite, mais il ne s'agit plus, cette fois, d'un rôle d'escorte. Le Republic F-84 Thunderjet transporté par le B-36 est ici destiné à être utilisé comme vecteur nucléaire, capable d'approcher des cibles défendues inaccessibles à un avion aussi lourd, lent et peu manœuvrable que le Peacemaker, ou comme avion de reconnaissance. Comme le projet précédent, FICON donne lieu à une série d'essais en vol, mais est abandonné (en 1956). La procédure de récupération des avions en vol est trop dangereuse, et le nouveau Lockheed U-2 répond au besoin d'avion de reconnaissance à longue autonomie.
Dans le même temps, une autre méthode est expérimentée. Elle consiste à attacher deux avions de petite taille de part et d'autre d'un avion principal, avec un système d'amarrage dans les saumons d'aile. Les trois avions forment alors un seul ensemble aérodynamique, dont l'efficacité est accrue grâce à un grand allongement effectif. L'idée est que les deux chasseurs volent attachés au bombardier en régime de croisière, et, si des intercepteurs sont envoyés à la rencontre du groupe, se détachent pour les combattre. Cette méthode est expérimentée à partir de 1950 avec un B-29 et deux F-84, dans le cadre du projet Mx-1016 « Tip Tow ». En avril 1953, un accident cause la perte des trois appareils et la mort des six membres d'équipage, provoquant l'abandon du projet,. Le concept est cependant expérimenté à nouveau dans le cadre du projet « TomTom » avec un B-36 (le même exemplaire utilisé sur le projet FICON). L'idée est définitivement enterrée en 1956.
En juin 1967, deux hélicoptères HH-3E Jolly Green Giant de l'US Air Force traversent l'océan Atlantique de New York à Paris sans escale. Pour cela, 9 ravitaillements en vol à partir de C-130 Hercules ont eu lieu à des altitudes comprises entre 500 et 3 000 pieds. Le voyage dure tout de même plus de 30 heures.
| Un jet extrêmement compact suspendu sous un massif avion à hélices, avec une sorte de crochet. |
| Chasseur parasite YF-85.                                                                       |

| deuxième photo N&B. Même bombardier, mais chasseur différent, plus grand, accroché avec un mécanisme différent. |
| Chasseur parasite YF-84F.                                                                                       |

| bombardier quadrimoteur, encadré par deux chasseurs, attachés au bout des ailes. |
| Essais du projet « Tip Tow ».                                                    |

| Deux quadrimoteurs, l'un ravitaille l'autre, par un long tuyau courbé en arrière. |
| Ravitaillement du Lucky Lady II (tour du monde en 1949).                          |

## Techniques et standards

### Probe-and-drogue
Dans la technique appelée en anglais probe-and-drogue, ou parfois hose-and-drogue, l'avion ravitailleur, alors qu'il vole en ligne droite, à vitesse et altitude constantes, déploie derrière lui un tuyau relativement souple, terminé par un panier-parachute qui le freine et le stabilise par sa trainée aérodynamique. L'avion à ravitailler est équipé d'une sonde. Le pilote de l'avion récepteur est chargé de la manœuvre : il doit positionner la sonde de son avion derrière le panier et l'engager. Il faut une survitesse d'environ trois ou quatre km/h pour que le verrouillage se fasse. Une fois cette opération réalisée, le transfert de carburant peut commencer,.
L'équipement de type probe-and-drogue est suffisamment compact pour être entièrement contenu dans une nacelle amovible, qui peut être monté sur un point d'emport « humide » d'un avion de combat, afin de l'utiliser comme ravitailleur léger. Une telle nacelle pèse un peu plus de 300 kg, elle contient le panier et le tuyau, qui peuvent se replier complètement dans la nacelle, le moteur permettant de rouler et dérouler le tuyau, ainsi qu'une petite hélice fournissant l'énergie dont elle a besoin.
|                                                               |
| Vidéo d'un F-35 ravitaillé par un KC-130 selon cette méthode. |

| Panier ravitailleur au sol.                             |
| Avion stationné, tuyau et panier trainant sur la piste. |

| L'aspect du panier est similaire à un volant de badminton. |
| Panier en vol.                                             |

| Vue arrière, hélicoptère ravitaillé par un avion-cargo quadrimoteur à hélices. |
| HH-60 Pave Hawk en approche d'un HC-130.                                       |

| côté d'un Dassault Rafale. La sonde est en forme de crosse. |
| Sonde de ravitaillement en vol d'un Rafale.                 |

|                                                            |
| A330 MRTT ravitaillant deux Panavia Tornado en même temps. |

### Perche télescopique
Dans cette technique, appelée également en anglais flying boom ou parfois aussi boom and receptacle, l'avion à ravitailler se place derrière et sous le ravitailleur. L'avion ravitailleur est chargé de la manœuvre. Il déploie une perche télescopique qui vient s'emboiter dans un réceptacle placé sur le dos de l'avion ravitaillé. Cette technique permet un débit supérieur de carburant, de l'ordre de 3 000 L/min. Cependant, les petits appareils comme les chasseurs ne peuvent pas accepter un tel débit, et leur ravitaillement n'est pas plus rapide qu'avec la technique probe-and-drogue. En revanche, la perche télescopique permet de ravitailler plus rapidement des gros avions (bombardiers, avions-cargos), et elle se prête opportunément à leur manque de maniabilité comparée aux chasseurs, leur rôle étant passif. Cette technique nécessite un équipement important sur l'avion ravitailleur, avec un poste dédié pour le pilote de la perche.
Il est aussi possible, avec cette technique, d'inverser le rôle des avions ravitailleurs et ravitaillés, en pompant le carburant dans l'autre sens. Cette technique est expérimentée fin 2023 pour la première fois par l'US Air Force, avec un KC-10 Extender et un Lockheed C-5B. Cette possibilité pourrait rendre plus flexibles les opérations complexes impliquant plusieurs avions.
|                                                               |
| Vidéo d'un F-15 ravitaillé par un KC-135 selon cette méthode. |

|                                                 |
| Ravitaillement d'un F-15, vu depuis le cockpit. |

|                                                              |
| Un opérateur contrôle la perche depuis l'avion ravitailleur. |

|                                                           |
| Ravitaillement d'un bombardier lourd Northrop B-2 Spirit. |

|                                                                                  |
| Perche rigide rétractable pour le ravitaillement sur un McDonnell Douglas KC-10. |

### Comparaison des deux méthodes, interopérabilité
Le système à perche rigide offre l'avantage d'être beaucoup plus performant en matière de débit de carburant que le système à tube souple. Dans le cas des équipements en service dans les forces américaines, le système à perche rigide des KC-135 et des KC-10 peut transférer environ 2 700 kg de carburant à la minute, tandis que le système probe-and-drogue offre un débit trois à quatre fois plus faible. Un débit plus élevé signifie aussi que l'avion ravitailleur a besoin de rester moins longtemps sur site, il consomme donc moins de carburant, et peut en fournir d'autant plus. Cependant, cet avantage n'est pleinement exploité que lorsque l'avion à ravitailler est un appareil massif, comme un Boeing B-52 Stratofortress ou un Lockheed C-5 Galaxy. Les chasseurs sont incapables d'accepter un débit aussi élevé.
Néanmoins, le système probe-and-drogue peut être installé en double sur un même ravitailleur, voire en triple sur les plus grands avions comme les A330 MRTT. Cela permet de ravitailler plusieurs avions (de taille modérée) à la fois, ce qui compense la relative lenteur du ravitaillement. Le système rigide est techniquement beaucoup plus complexe, il nécessite l'emploi d'un opérateur spécialisé et des modifications considérables sur un avion de grande taille, ce qui explique que l'US Navy ne l'utilise pas ; il serait presque impossible à installer sur un avion opérant depuis un porte-avions.
Il est cependant beaucoup plus stable et moins sujet aux turbulences et mauvaises conditions météo, et est également moins contraignant à l'emploi pour le pilote de l'avion devant être ravitaillé (un paramètre à prendre en compte pour des pilotes effectuant des missions de plusieurs heures et pour lesquels la fatigue peut commencer à se faire sentir). Le système souple peut également poser problème pendant les ravitaillements, car la perche de l'avion récepteur est généralement située à l'avant de celui-ci, et proche des systèmes d'avionique de forte puissance, en particulier le radar et les antennes des systèmes de navigation. Ces emplacements sont assez sujets à emmagasiner de l'électricité statique, et assez sensibles aux chocs, ce qui fait qu'ils peuvent être endommagés s'ils sont percutés par le cône du tuyau souple pendant le ravitaillement. De façon générale, le système rigide est plus adapté aux avions de grande taille, et le système souple aux chasseurs.
Les armées de l'air utilisant les deux méthodes ayant à opérer ensemble, il existe différentes solutions d'interopérabilité. Certains avions ravitailleurs sont directement équipés pour les deux méthodes, c'est le cas de l'A330 MRTT, qui peut être équipé simultanément de deux nacelles sous les ailes pour la méthode probe-and-drogue, et d'une perche télescopique à l'arrière du fuselage. Il existe aussi des « adaptateurs » qui se placent à l'extrémité d'une perche télescopique et le prolongent par un système probe-and-drogue, c'est cette solution qui était utilisée sur les KC-135FR de l'armée de l'air française.
Des avions comme le F-16, conçu pour l'USAF, sont dotés de série uniquement d'un réceptacle pour la méthode à perche télescopique. Ainsi, pour proposer le F-16 en réponse à un appel d'offres indien, qui exige que l'avion soit ravitaillable par la méthode probe-and-drogue, Lockheed développe un réservoir conforme (se fixant sur le fuselage) doté d'une sonde.
|                                                              |
| KC-135 doté d'un adaptateur pour la méthode probe-and-drogue |

|                                      |
| L'adapteur vu de l'avion ravitaillé. |

| |
| A330 MRTT doté d'une perche télescopique à l'arrière, et de deux nacelles probe-and-drogue sous les ailes. |

### Ravitaillement autonome
À partir des années 2000, des recherches sont entamées pour automatiser le processus de ravitaillement. Cela vise à diminuer l'intervention humaine sur le ravitaillement d'avions pilotés, mais aussi à ravitailler des drones, voire à utiliser des drones comme ravitailleurs. La DARPA effectue des démonstrations de ravitaillement entre drones à partir de 2007. En 2023, pour la première fois, un Airbus A330 MRTT ravitaille un drone sans intervention d'un pilote.

### Techniques obsolètes

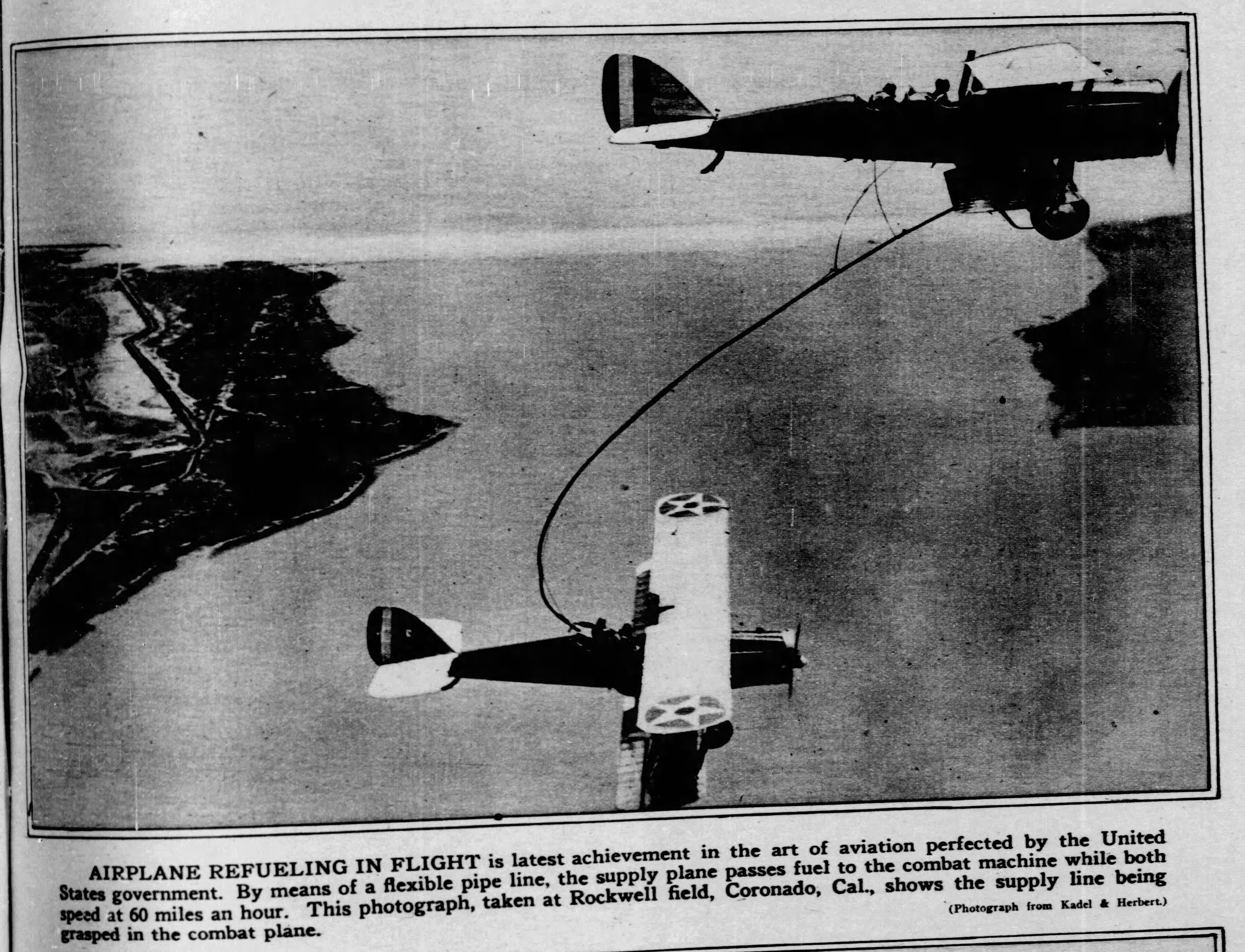
Ravitaillement manuel en 1923

D'autres techniques ont été utilisées historiquement. Les toutes premières expérimentations, dans les années 1920 et 1930, se font par lancer de grappin, attrapé manuellement, l'écoulement du carburant suivant la gravité. La technique commercialisée à la fin des années 1930 par Cobham améliore ce procédé. L'avion à ravitailler laisse pendre un tuyau lesté, et l'avion ravitailleur lance un grappin qui vient s'enrouler autour du tuyau. Il reste alors à rembobiner le câble du grappin pour amener le tuyau jusqu'au ravitailleur.
Après-guerre, les Soviétiques utilisent brièvement une technique de ravitaillement en bout d'aile. L'avion ravitailleur déroule un tuyau depuis une nacelle située à l'extrémité d'une aile, et l'avion ravitaillé l'attrape avec son propre saumon d'aile. Ce système est utilisé de façon opérationnelle sur les bombardiers Tupolev Tu-4 puis Tu-16. L'aviation à long rayon d'action abandonne ensuite cette méthode au profit d'une technique probe-and-drogue

### Le cas particulier des hélicoptères

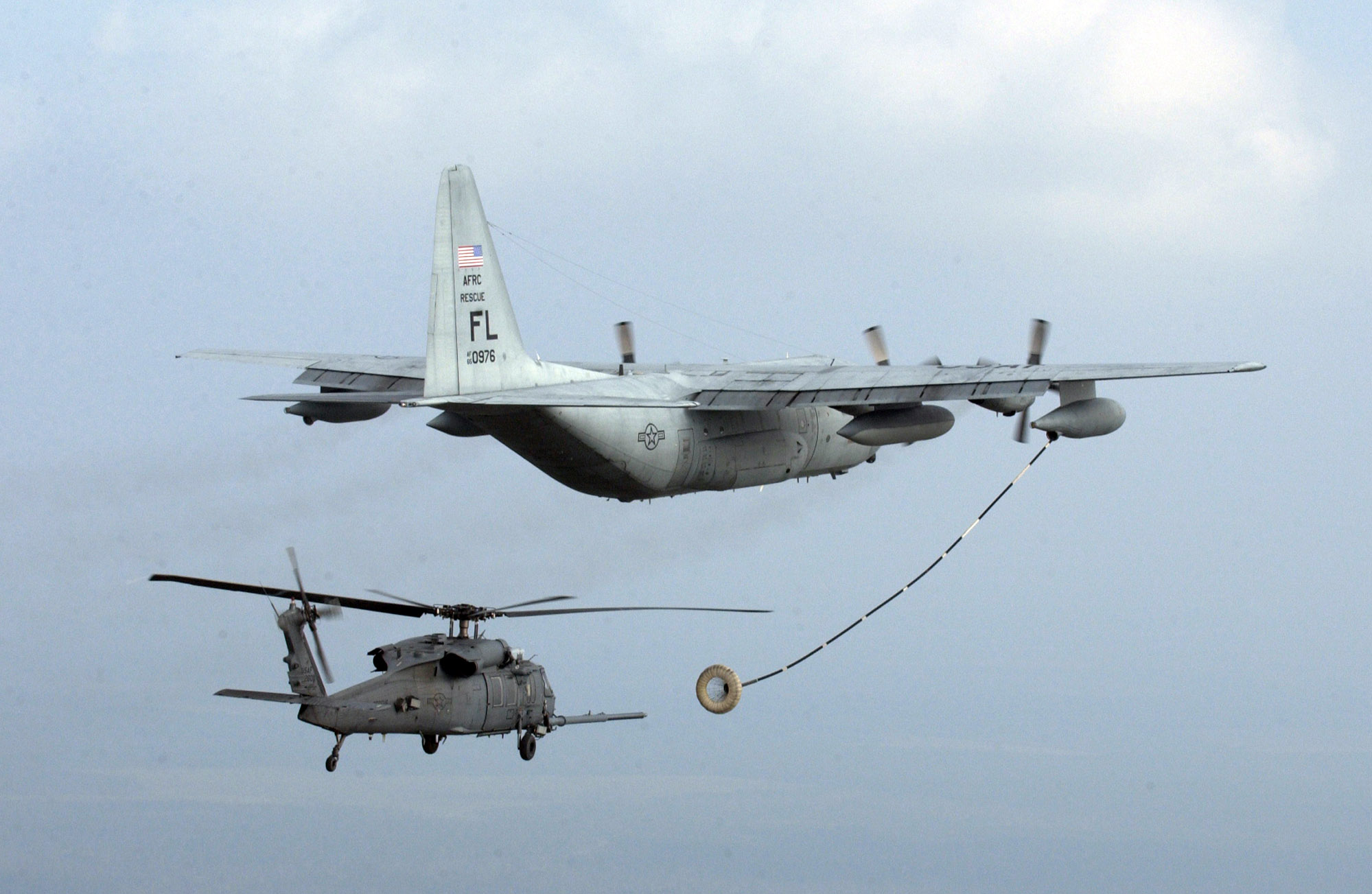
Ravitaillement d'un Sikorsky HH-60 Pave Hawk.

Les hélicoptères peuvent également être ravitaillés en vol : certains modèles disposent à cet effet d'une longue perche télescopique située au bas du fuselage et allant suffisamment loin devant l'appareil pour éviter que les pales du rotor principal n'interfèrent avec la tuyauterie du ravitailleur. L'aptitude au ravitaillement en vol des hélicoptères se répand considérablement au cours des années 1980, pour les missions de secours, de transport de troupes, et d'attaque au sol. Cependant, la vitesse maximale des hélicoptères est limitée, et il est impossible de les ravitailler en utilisant des avions à réaction et à aile en flèche, comme le KC-135 ou le A330 MRTT, qui ne peuvent pas maintenir un vol suffisamment lent. On fait donc appel à des avions comme le KC-130 Hercules.

## Histoire opérationnelle

### Guerre de Corée

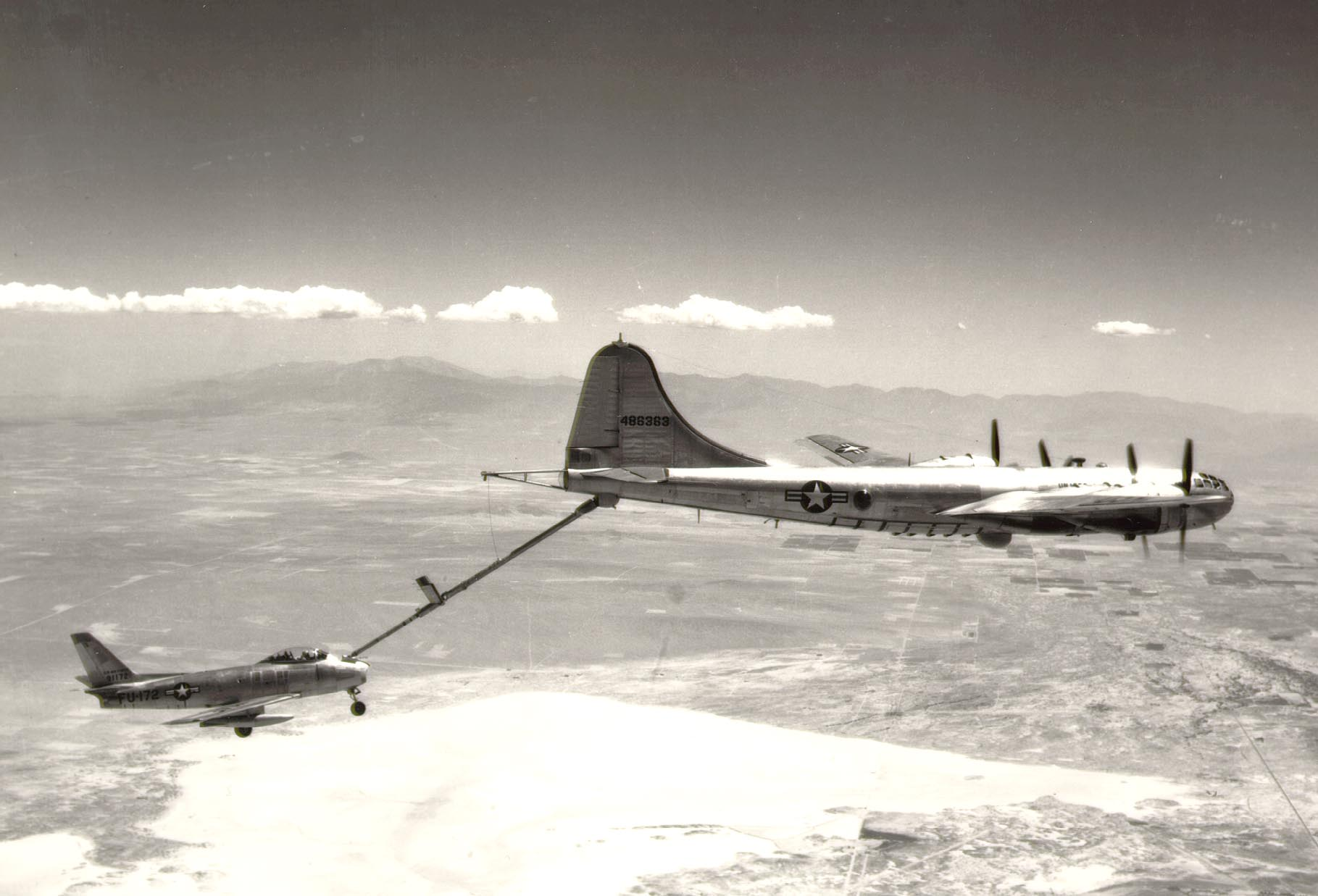
Ce F-86 Sabre a besoin de sortir son train d'atterrissage pour l'utiliser comme aérofrein afin de réduire sa vitesse pendant le ravitaillement (photo contemporaine de la guerre de Corée, mais hors du théâtre d'opérations).

La première mission opérationnelle en temps de guerre utilisant un ravitaillement en vol a lieu le 6 juillet 1951. Ce jour-là, trois (quatre selon d'autres sources) RF-80A de reconnaissance photographique sont ravitaillés par un KB-29 au-dessus de la mer du Japon, pour une longue mission au-dessus de la Corée du Nord. Le 28 septembre 1951, un autre RF-80 effectue une mission de 14 heures grâce à plusieurs ravitaillements. La guerre de Corée constitue la première démonstration de l'utilité opérationnelle du ravitaillement en vol, dans un contexte où les grands bombardiers à hélices (comme le B-29) deviennent obsolètes, et où des avions tactiques à réaction deviennent le fer de lance des attaques air-sol, mais souffrent de leur autonomie limitée. Elle montre aussi, cependant, les limites du KB-29, seul ravitailleur déjà opérationnel. Sa lenteur relative complique le ravitaillement des chasseurs à réaction, qui doivent, pour l'opération, voler à une vitesse guère supérieure à leur vitesse de décrochage, avec le handicap de manœuvrabilité qui en découle. Elle fait aussi du KB-29 une cible assez facile pour la chasse ennemie. Cela motive le développement du KB-50 puis le lancement du projet d'une « citerne volante » à réaction, qui deviendra le KC-135.

### OpérationChrome Dome

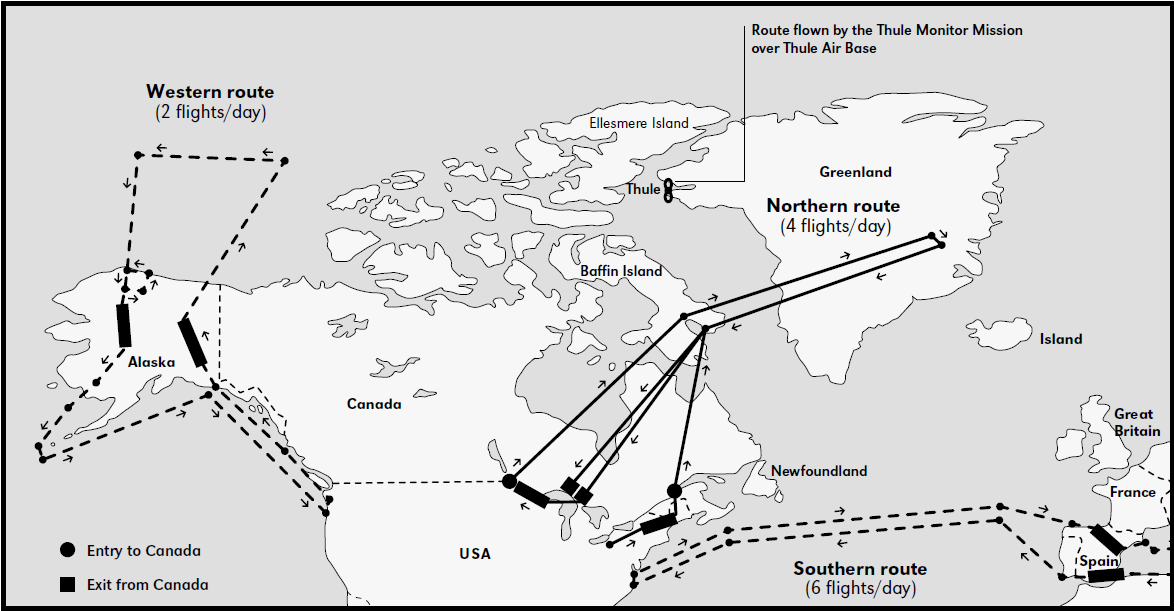
Les itinéraires de l'opération Chrome Dome.

De 1960 à 1968, l'USAF maintient en permanence en vol au moins douze Boeing B-52 Stratofortress équipés de bombes thermonucléaires, prêts à riposter à une attaque nucléaire soviétique. Leurs patrouilles, au-dessus de l'Alaska, du grand Nord canadien et de la Méditerranée, nécessitent plusieurs ravitaillements en vol. Trente-huit KC-135 sont ainsi déployés depuis deux bases espagnoles pour la route méditerranéenne. Cette opération est financièrement coûteuse, éprouvante pour les équipages et le matériel, et, surtout, elle pose un grave problème de sûreté. Au cours de la mission, six avions s'écrasent avec des têtes nucléaires à bord, et en 1968 l'opération est arrêtée. La charge de maintenir une capacité de riposte nucléaire est alors confiée aux sous-marins nucléaires lanceurs d'engins,.

### Guerre du Viêt Nam

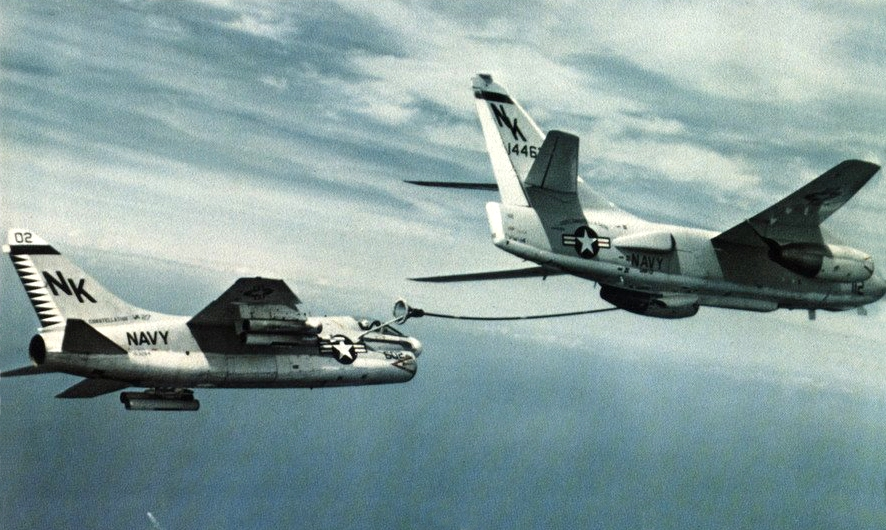
Ravitaillement au sein de l'US Navy pendant la guerre du Vietnam : un A-3 Skywarrior ravitaille un A-7 Corsair II.

Ce conflit marque un déploiement à très grande échelle du ravitaillement en vol, que ce soit pour les vols de convoyage des avions tactiques à travers le Pacifique, pour les avions-cargos ou pour les missions de combat. Le 1er novembre 1964, une attaque au mortier contre la base de Biên Hòa détruit cinq B-57. À partir de cette date, l'USAF évite autant que possible de baser des avions de grande taille, vulnérables, sur le territoire vietnamien, préférant utiliser des bases situées en Thaïlande, aux Philippines, etc. Cela renforce le besoin de ravitaillement en vol. Des zones de ravitaillement en vol permanentes, où les KC-135 se relaient, sont mises en place en périphérie du théâtre des opérations, de sorte que les appareils peuvent s'y rendre à tout moment pour être ravitaillés. Fin 1972, quand la campagne aérienne est à son maximum d'activité, pas de moins de 195 ravitailleurs (soit 30 % de la flotte dont dispose le Strategic Air Command) sont déployés en Asie du Sud-Est, et ils effectuent une soixantaine de sorties par jour,.
Les Douglas A-3 Skywarrior (un modèle initialement conçu comme bombardier embarqué à capacité nucléaire) sont aussi beaucoup utilisés comme ravitailleurs, ayant l'avantage de pouvoir être envoyés d'un porte-avions. Ils sont souvent envoyés à la rencontre d'un appareil tactique qui, endommagé dans un combat au canon, perd du carburant. Cette possibilité a sauvé de nombreux avions qui, sans cela, auraient été perdus en mer (et desquels le pilote aurait dû s'éjecter).

### Guerre des Malouines

Schéma des ravitaillements en vol de l'opération Black Buck.

La guerre des Malouines pose des défis logistiques considérables, étant donné la distance séparant les bases britanniques du théâtre des opérations. La base située sur l'île de l'Ascension, à une distance de 6 300 km, est la plus proche dont disposent les forces britanniques. Les avions convoyés vers Ascension franchissent la totalité de la distance en se ravitaillant deux fois en cours de vol auprès de ravitailleurs qui tournent sur les zones de ravitaillement au milieu de l'océan Atlantique. La Royal Air Force ne dispose comme ravitailleurs que de bombardiers Handley Page Victor transformés, d'une capacité assez limitée.
La Royal Air Force, désireuse de ne pas laisser aux seuls Sea-Harrier de la Fleet Air Arm le monopole des combats aériens, réalise une demi-douzaine de missions de bombardement (missions Black Buck, visant la piste et le radar de l'aéroport de Port Stanley) à partir d'un bombardier Avro Vulcan ravitaillé en vol par une noria de Victor (10  à   11 Victor). Pour que deux bombardiers lourds Avro Vulcan puissent frapper aux Malouines et revenir à Ascension, pas moins de onze Victor sont nécessaires, certains étant là uniquement pour ravitailler d'autres ravitailleurs. Bien que d'un intérêt opérationnel limité (même si certains estiment que ces bombardements ont dissuadé les forces argentines de baser des chasseurs aux Malouines, mais il aurait de toute façon fallu rallonger la piste), ces missions qui durent 16 heures et impliquent un trajet de 12 000 km restent comme les plus longues missions opérationnelles de la RAF. Fait significatif, les Britanniques qui avant la guerre des Malouines utilisent pour le ravitaillement en vol d'anciens bombardiers reconfigurés (Victor et Vulcan) s'équipent peu après cette guerre de plusieurs avions conçus dès l’origine pour le ravitaillement en vol (VC-10 et TriStar).

### Guerre Iran-Irak
Pendant la guerre Iran-Irak, seul l'Iran possède des avions-ravitailleurs, de type Boeing 707 et Boeing 747, achetés avant la révolution islamique. Cette capacité de ravitaillement est un avantage majeur pour l'Iran. Elle permet, notamment, un spectaculaire raid sur la base irakienne H-3 en 1981, victoire stratégique iranienne.

### Raids israéliens
Dans les années 1980 également, les Boeing 707 ravitailleurs dont dispose Israël lui permettent d'effectuer deux attaques aériennes d'importance stratégique. L'opération Opéra en 1981 est une attaque air-sol qui détruit le réacteur de recherche Osirak, enrayant le programme nucléaire irakien, elle implique deux Boeing 707 ravitailleurs. L'opération Jambe de bois en 1985 est une attaque contre un immeuble utilisé par l'OLP en Tunisie, qui elle aussi n'est possible que par l'usage des 707 ravitailleurs.

### Guerre du Golfe
Dès le début de l'opération Bouclier du désert, le ravitaillement en vol est utilisé pour transférer le plus rapidement possible un grand nombre d'appareils vers le théâtre. L'opération Tempête du désert utilise le ravitaillement en vol à très grande échelle, plus qu'aucune opération précédente. Plus de 300 avions ravitailleurs (KC-135, KC-10, VC10) sont utilisés par la coalition, et effectuent près de 5 000 sorties au total. La première mission offensive contre l'Irak est lancée le 17 janvier 1991. Sept B-52G quittent la base de Barksdale, en Louisiane, pour frapper directement des cibles en Irak avec 35 missiles de type AGM-86 ALCM. C'est un vol de 22 500 km, d'une durée de 35 heures, qui est à l'époque la plus longue mission de combat de l'histoire, rendue possible par plusieurs ravitaillements.

### Guerre au Yémen
Lors de l'opération saoudienne au Yémen, les États-Unis mettent des avions-ravitailleur à disposition des Saoudiens. Cette aide prend fin en 2018, un geste qui permet au gouvernement américain de se distancier quelque peu d'une guerre de plus critiquée pour l'ampleur des pertes civiles.

### Guerre au Mali
L'opération Serval, en 2013, implique des rotations d'avions depuis des bases assez éloignées du théâtre des opérations, à Dakar, Bamako, Niamey et N'Djaména, et même depuis la France. Ainsi, malgré l'ampleur relativement modeste des opérations, d'importants moyens de ravitaillement sont mobilisés. La France utilise jusqu'à cinq de ses KC-135FR, et des ravitailleurs sont également prêtés par les États-Unis, l'Italie, les Pays-Bas et l'Allemagne. À cette occasion, quatre Rafales inscrivent avec 9 h 35 min un record de durée de vol en mission opérationnelle (pour des avions de cette catégorie), en bombardant une cible au Mali après être partis directement de la base aérienne de Saint-Dizier, pour se poser ensuite au Tchad,.

## Avions ravitailleurs

### Ravitailleurs dérivés d'avions de ligne
Le Boeing KC-135 Stratotanker, premier avion à réaction dédié au ravitaillement en vol, est développé en parallèle avec le Boeing 707 avec qui il partage nombre d'éléments, même si le fuselage du 707 est plus large. Cet avion entre en service en 1957 et constitue, depuis cette date, un élément-clé de la capacité de projection à longue distance de l'US Air Force. Plus de 700 exemplaires sont construits. Une grande partie sont, dans les années 1980, remotorisés avec des réacteurs plus modernes, augmentant considérablement leur capacité. Outre l'US Air Force, l'Armée de l'air française achète aussi cet avion (14 exemplaires). Le Chili, Singapour et la Turquie achètent ensuite des avions américains d'occasion. Dans les années 2020, le KC-135 est en cours de retrait progressif de l'USAF. Des Boeing 707 construits pour le marché civil sont transformés en avions ravitailleurs, dans une configuration similaire à celle du KC-135, mais s'en distinguent par le diamètre supérieur du fuselage et la présence de hublots. En 2024, des Boeing 707 ravitailleurs sont encore utilisés par l'armée de l'air israélienne (mais leur remplacement est prévu) et par la société militaire privée Omega Aerial Refueling Services. Les armées de l'air italienne et espagnole ont disposé de tels avions, mais ils ont été remplacés.
Le KC-10 Extender est un ravitailleur en vol dérivé du gros-porteur McDonnell Douglas DC-10. Lancé pour disposer d'un ravitailleur complémentaire au KC-135, de capacité supérieure, il entre en service en 1981. Soixante exemplaires sont construits. Ces avions sont également en cours de retrait dans les années 2020. L'Armée de l'air royale néerlandaise utilise, de 1995 à 2021, deux KDC-10 : ces avions polyvalents de ravitaillement et de transport stratégiques sont très proches des KC-10 américains, mais sont réalisés par transformation de DC-10 d'occasion.
À la fin des années 1970, la Royal Air Force achète des Vickers VC10, des avions de ligne longs-courriers qui commencent à être retirés du service commercial, et les convertit en ravitailleurs. La guerre des Malouines ayant fait apparaitre la nécessité d'un avion de capacité supérieure, des Lockheed L-1011 TriStar, appareils de même taille que les DC-10, s'y ajoutent dans les années 1980. Après leur retrait de la RAF, certains de ces appareils sont achetés par une société militaire privée américaine.
Airbus convertit en ravitailleurs deux de ses avions à double couloir. L'Airbus A310 MRTT, utilisé par les armées de l'air allemande et canadienne, est construit sur la base de cellules d'A310 d'occasion. Il associe au ravitaillement d'autres capacités (transport de palettes, de troupes, évacuation sanitaire, etc.). L'Airbus A330 MRTT est dérivé de l'A330-200, il est vendu à la France, la Grande-Bretagne, l'Australie, la Corée du Sud, Singapour, l'Arabie saoudite, les Émirats arabes unis, l'Espagne, et un groupe de pays de l'OTAN, pour un total de 61 exemplaires. Il est appelé Voyager dans la Royal Air Force, Phoenix en France, et KC-30A en Australie. L'avion partage la même voilure que l'A340 quadriréacteur, et les emplacements inutilisés des deux moteurs externes sont mis à profit pour installer les nacelles de ravitaillement. Sa capacité de carburant, 111 tonnes, est la plus grande parmi les ravitailleurs en service vers 2020 (en dehors des deux 747 vieillissants déployés par l'Iran). Fin 2023 sont lancées les études concernant l'adaptation en ravitailleur de l'A330neo, pour bénéficier des avancées techniques de la version neo, mais aussi parce que les cellules d'A330-200 ayant peu d'heures de vol deviennent rares sur le marché de l'occasion,.
Le Boeing KC-46A est un ravitailleur dérivé du Boeing 767, il remplace progressivement les KC-135 et KC-10 de l'USAF.
| Triréacteur au décollage, un peu décoloré. |
| KC-135 remotorisé                          |

|                 |
| KC-10 Extender. |

|               |
| Vickers VC-10 |

|                             |
| Lockheed TriStar de la RAF. |

|                       |
| A330 MRTT australien. |

### Avions-cargos militaires
Plusieurs types d'avion de transport militaire possèdent une capacité auxiliaire de ravitaillement en vol (souvent avec des nacelles amovibles) ou ont donné naissance à un dérivé spécialisé dans ce rôle. Les avions-ravitailleurs de ce type, comme ceux dérivés du Lockheed C-130 Hercules, présentent l'avantage de pouvoir opérer à partir de pistes mal aménagées et relativement courtes, ce qui leur permet souvent d'être déployés plus près du théâtre des opérations que leurs homologues basés sur les avions de ligne. Dans un rôle tactique, il s'agit d'un avantage précieux.
Plusieurs versions du Lockheed C-130 Hercules possèdent cette capacité. Ils ont aussi l'avantage de pouvoir voler suffisamment lentement pour ravitailler les hélicoptères.
L'Iliouchine Il-78, mis en service en 1984 par l'URSS, est un dérivé de l'avion-cargo stratégique Il-76. Certaines de ses versions conservent une capacité cargo, d'autres sont uniquement des ravitailleurs.
L'Airbus A400M peut recevoir deux nacelles de ravitaillement sous les ailes, et ainsi ravitailler deux appareils à la fois. Sa capacité de carburant est de 50 tonnes, et, pour les missions de ravitaillement, peut être augmentée en plaçant deux réservoirs complémentaires (6 tonnes chacun) dans la soute.
L'Embraer KC-390 possède aussi une capacité de ravitaillement, plutôt tactique que stratégique en raison de son emport de carburant plus limité.
|                                   |
| Un Hercules de l'US Marine Corps. |

|                                                 |
| Un Il-78 en service au sein de l'armée indienne |

|                                      |
| Un A400M ravitaillant deux Tornados. |

|                                   |
| Un KC-390 en ravitaille un autre. |

### Ravitailleurs dérivés de bombardiers
Au lendemain de la Seconde Guerre mondiale, le premier ravitailleur en vol opérationnel dans l’US Air Force est le Boeing KB-29. Ce modèle est produit par conversion de bombardiers Boeing B-29 Superfortress construits pour la Seconde Guerre mondiale. En effet, le B-29 a une capacité importante pour l'époque, il a été construit en abondance pendant le conflit, et il devient déjà obsolète comme bombardier. Cela en fait un candidat assez naturel pour cette conversion. Le B-50, qui est un B-29 amélioré (avec des moteurs bien plus puissants), est à son tour converti en ravitailleur lorsqu'il devient obsolète comme bombardier. Une partie des avions sont même dotés de deux réacteurs en plus des moteurs à pistons, pour augmenter leur vitesse de pointe. Comme le KB-29, c'est un avion de transition, qui a une carrière assez courte, les derniers avions quittant le service en 1965.
Les Britanniques convertissent aussi en ravitailleurs les V bombers. Les Vickers Valiant sont les premiers à être utilisés dans ce rôle, beaucoup d'appareils pouvant d'ailleurs être équipés soit en ravitailleurs, soit pour d'autres missions, mais ils sont mis à la retraite dès 1965. Les Handley Page Victor sont largement utilisés, notamment pendant la guerre des Malouines. Enfin, six Avro Vulcan sont utilisés comme ravitailleurs entre 1982 et 1984, comme appoint en attendant l'entrée en service des TriStar.
En URSS, ce sont aussi des bombardiers stratégiques qui servent de base au développement de versions dédiées au rôle de ravitailleurs. Le Tupolev Tu-4, copie du B-29, est ainsi modifié dans un rôle de ravitailleur. Comme son cousin américain, il est utilisé pour expérimenter les différentes méthodes de ravitaillement en vol. Les Tupolev Tu-16, une fois qu'ils ne sont plus considérés comme des bombardiers de première ligne, sont convertis en grand nombre pour ce rôle. Il en va de même pour le Miassichtchev M-4, bombardier de la même génération mais beaucoup plus lourd.
En Chine également, le Tupolev Tu-16, produit localement sous le nom Xian H-6, est converti en ravitailleur, mais plus tardivement, à partir de 1990 environ. C'est d'ailleurs le seul ravitailleur en service dans la Force aérienne chinoise jusqu'au début des années 2020, date de l'arrivée des Y-20 d'une capacité très supérieure.
|              |
| Boeing KB-50 |

|                          |
| Xian H-6 modifié en HY-6 |

|                                                       |
| Un Victor ravitaille deux English Electric Lightning. |

### Avions plus légers enbuddy refueling
Certains avions plus petits, comme des chasseurs ou des avions d'attaque au sol, peuvent être équipés en buddy refueling, c'est-à-dire dans le but de ravitailler un avion du même type, ou de la même catégorie. Dans ce cas, l'avion reçoit sur un de ses points d'emport une nacelle dédiée, capable de déployer une sonde de ravitaillement (technique probe-and-drogue). Il est aussi équipé de plusieurs réservoirs externes et son armement est réduit au minimum. Il devient ainsi un petit ravitailleur, capable de fournir du carburant (en quantité très modeste par rapport à une citerne volante) à un avion ami.
Cette méthode est particulièrement utilisée dans l'Aéronavale. L'US Navy utilise comme ravitailleurs des versions de différents avions embarqués, par ordre chronologique, des Douglas A-4 Skyhawk, premier avion à remplir ce rôle, des Douglas A-3 Skywarrior, et des Grumman A-6 Intruder, des Lockheed S-3 Viking, des Boeing F/A-18E/F Super Hornet. Dans l'aéronavale française, ce rôle est longtemps tenu par les Dassault Super-Étendard. Un appareil dans la configuration ravitailleur, surnommée « nounou », est toujours disponible sur le pont du porte-avions Clemenceau et du Foch. Cette mission est reprise par le Rafale M.
|                                                                              |
| « Buddy refuelling » automatique entre deux McDonnell Douglas F/A-18 Hornet. |

|                                                                            |
| Un A-6, avion d'attaque au sol, équipé pour ravitailler un super-étendard. |

|                                                                                  |
| Une nacelle de ravitaillement en vol, sur le pont de l'USS Dwight D. Eisenhower. |

### Hydravions à coque

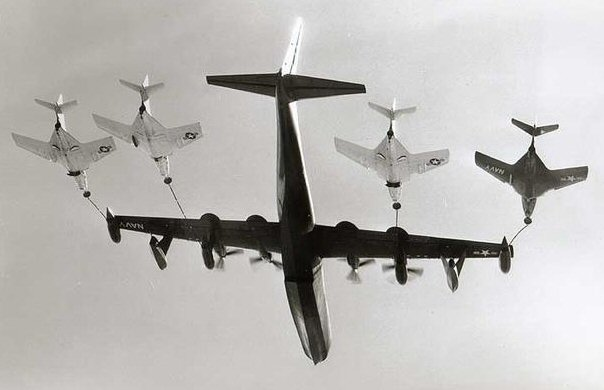
Ravitaillement par un hydravion R3Y.

Historiquement, quelques hydravions à coque sont développés avec une capacité de ravitaillement en vol. Ainsi, l'imposant Martin P6M SeaMaster, bombardier stratégique développé pour l'US Navy au cours des années 1950, doit être capable de ravitailler d'autres avions. Le Convair R3Y Tradewind, principalement conçu pour le transport et la patrouille maritime, est ensuite modifié comme ravitailleur, mais il n'a qu'une carrière opérationnelle très courte.

### Appareil à rotors basculants
Le Boeing-Bell V-22 Osprey, avion de type tiltrotor, est capable de ravitailler en vol d'autres appareils. Cette capacité est développée pour l'United States Marine Corps. Elle permet de disposer d'un petit ravitailleur capable d'opérer depuis le pont d'un navire d'assaut amphibie (classe Wasp par exemple) ou depuis des terrains sommairement aménagés sur la terre ferme, sans véritable piste d'aviation. Elle n'est cependant pas déployée de façon opérationnelle.

### Drones

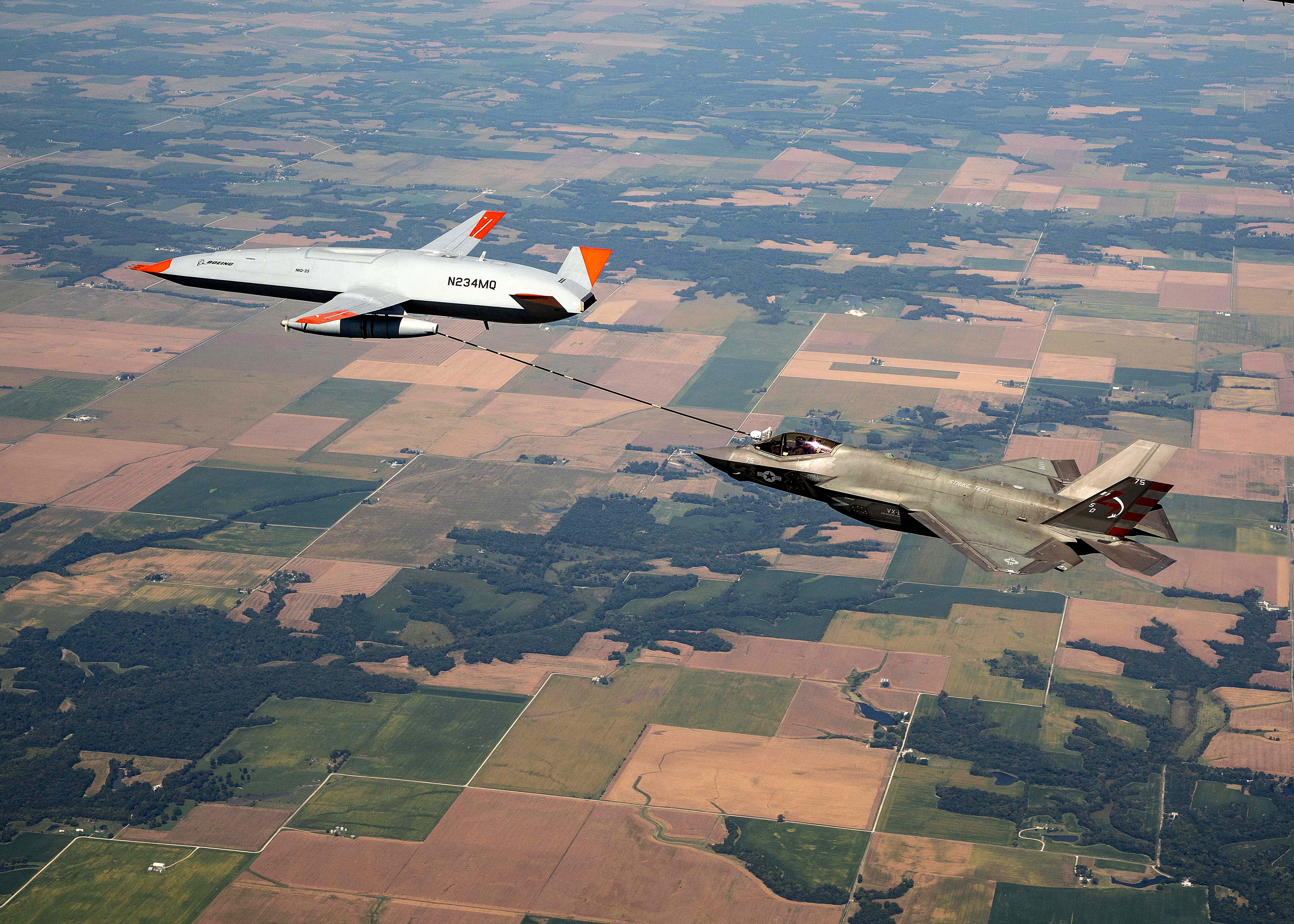
Ravitaillement par un drone MQ-25.

Le drone MQ-25 est un ravitailleur sans pilote développé pour l'US Navy, opérant depuis un porte-avions, il a la capacité de ravitailler les F-18 et les F-35. Son premier vol date de 2019 et l'entrée en service est prévue pour 2024.

## Forces aériennes possédant une capacité de ravitaillement

### Forces de l'OTAN
- United States Air Force : 
  - McDonnell Douglas KC-10 Extender : 58 en 2020, retrait complet le 26 septembre 2024 )[95].
  - Boeing KC-135 Stratotanker : 396 sont toujours disponibles en 2018. Le type est retiré de façon très progressive et pourrait voler jusqu'en 2040[96].
  - Boeing KC-46A : 76 en service en 2023, les livraisons doivent continuer[97].
- United States Navy : Capacité de buddy refueling sur les F/A-18[98].
- United States Marine Corps : dispose, fin 2022, de 67 KC-130J[99].
- Royal Air Force : 14 Airbus A310 MRTT Voyager en 2023[100].
- Armée de l'air et de l'espace : 12 Airbus A330 MRTT en 2023[101], capacité de ravitaillement sur les A400M[102].
- Luftwaffe : cinq Airbus A310 MRTT (en cours de retrait à partir de 2021)[103], A400M dotés d'une capacité de ravitaillement[104].
- Aeronautica Militare : quatre Boeing KC-767[105], KC-130 avec capacité de ravitaillement[106].
- Aviation royale canadienne : cinq A310 MRTT en 2024, doivent être remplacés par neuf A330 MRTT[107].
- Armée de l'air turque : sept KC-135 en 2021[108].
- Flotte conjointe de l'OTAN : neuf A330 MRTT sont disponibles en 2023. Cette flotte est conjointement mise en œuvre par six pays (Pays-Bas, Allemagne, Norvège, Luxembourg, République tchèque et Belgique)[109].

### Autres pays
- Forces aériennes algériennes : six Il-78 Midas en 2018[110].
- Force aérienne royale saoudienne, en 2023 : six A330 MRTT et quatre autres commandés en 2024[111], sept KE-3, et sept KC-130[112].
- Force aérienne royale australienne Sept Airbus A330 MRTT[113].
- Force aérienne brésilienne : deux A330 MRTT. Les KC-390 possèdent aussi une capacité de ravitaillement[114].
- Force aérienne chilienne : trois KC-135, achetés d'occasion à l'USAF vers 2010[115].
- Force aérienne chinoise : une partie des anciens bombardiers Xian H-6 sont équipés pour le ravitaillement[116]. La Chine possède aussi un petit nombre d'Il-78, et commence, en 2023, à déployer la version ravitailleurs du Xian Y-20[117].
- Force aérienne colombienne : un Boeing 767. Il s'agit d'un ancien avion civil converti en Israël, il est livré en 2010[118].
- Force aérienne de la république de Corée : quatre A330 MRTT en 2022[119].
- Force aérienne d'autodéfense japonaise : quatre KC-767[120].
- Forces royales air marocaines : deux Hercules avec une capacité de ravitaillement[121].
- Forces aériennes pakistanaises : quatre Il-78 reçus vers 2010[122].
- Armée de l’air russe : 19 Il-78/78M en service en 2019[123]
- Force aérienne de la république de Singapour : six Airbus A330 MRTT, le dernier livré en 2020[124].

### Sociétés miliaires privées
- Omega Aerial Refueling Services : trois Boeing 707 (anciens avions civils modifiés) et deux KDC-10 venant de la force aérienne néerlandaise[125].
- Metrea ex-Meta Aerospace : possède quatre KC-135 rachetés d'occasion auprès de Singapour en 2020[126] et 14 autres rachetés auprès de la France à la suite d'un accord signé le 17 mai 2024. Une première tranche de 11 KC-/C-135FR est transférée à Metrea le 26 juin 2024[127].

## Applications civiles
Une éphémère application civile du ravitaillement en vol existe juste avant la Seconde Guerre mondiale. Quatre hydravions à coque Short Empire utilisés par Imperial Airways (absorbé peu après par la BOAC) sont, à partir de 1938, pourvus d’équipement pour le ravitaillement en vol et de réservoirs supplémentaires, pour devenir capables de liaisons transatlantiques. Deux Handley Page H.P.54 Harrow sont modifiés pour le rôle de ravitailleurs, et opèrent l'un depuis l'Irlande, l'autre depuis Terre-Neuve. Les modifications sur les avions ont été effectuées par la société Cobham, toujours impliquée, en 2022, dans le ravitaillement en vol.
Le ravitaillement en vol pourrait être utilisé sur des vols civils longs-courriers, comme méthode pour réduire la consommation de carburant. En effet, un avion long-courrier est lesté par la quantité de carburant nécessaire : le dernier litre de carburant utilisé à l'atterrissage a dû être transporté pendant tout le vol. En utilisant le ravitaillement en vol, il serait théoriquement possible de faire voler l'avion moins chargé. Dans une étude publiée en 2014 est étudié le cas d'un vol de 9 000 km utilisant un ravitaillement en vol à mi-chemin. Différents types d'avion ravitailleurs sont considérés, avions de ligne modifiés (Boeing 767 par exemple), ou d'une configuration aérodynamique plus avancée (type aile volante). Il en ressort qu'une économie nette de carburant est possible par rapport à un vol direct classique, pouvant aller jusqu'à 15 %. Certains scénarios permettent aussi une (très faible) économie par rapport à un vol avec une escale.

## Au cinéma
- Docteur Folamour (1964) enregistre de véritables images d'une opération de ravitaillement un KC-135 de l'US Air Force et un B-52 Stratofortress dans un air turbulent[130].
- En pleine tempête contient une scène où un hélicoptère HH-60 tente de faire le plein dans le mauvais temps, mais n'y parvient pas. L'incident s'est réellement produit lors de la tempête de l'Halloween 1991[131].
- Nimitz, retour vers l'enfer (1980) contient de véritables images d'une opération de ravitaillement entre un KA-6 Intruder de la marine américaine et un F-14 Tomcat de l'USS Nimitz (CVN-68).
- La Somme de toutes les peurs comporte une séquence de ravitaillement en vol avec le NEACP E-4B. Dans le commentaire, l'auteur Tom Clancy décrit le ravitaillement en vol comme « un rapport sexuel entre deux avions à 35 000 pieds ».
- Air Force One contient une séquence dans laquelle un ravitailleur KC-10 reçoit l'ordre de ravitailler en vol Air Force One, mais l'avion détourné devient instable. Le pirate de l'air précipite Air Force One vers la perche de ravitaillement, provoquant un incendie et l'explosion du KC-10[132].
- Furtif présente une scène où le drone intelligent E.D.I. tente de se ravitailler auprès d'un gros transporteur de carburant ressemblant à un dirigeable, mais se voit refuser l'accès à l'avion. En réponse, E.D.I. force la manœuvre[133].

## Voir également

#### Articles et ouvrages
- (en) George L. Christian, « Equipment Engineering : Probe-and-Drogue Inflight Refueling: How It Works and How It Developed », Aviation Week, New York (États-Unis), McGraw-Hill, vol. 58, no 4,‎ 26 janvier 1953, p. 26-28, 31, 33 & 35 (ISSN 0005-2175, lire en ligne, consulté le 1er juillet 2024).
- René J. Francillon, Éric Fauré et Michel Bénichou, La grande histoire du ravitaillement en vol, Clichy, coll. « Docavia » (no 62), 2008, 176 p. (ISBN 978-2-84890-145-9, EAN 9782848901459, BNF 42022547).

#### Sites en ligne
- (en) Dwayne A. Day, « Aerial Refueling », sur centennialofflight.gov (archivé sur Internet Archive).
- (en) Iddo Genuth, « Airborne rearming », un article complet avec vidéo, sur tfot.info, 14 octobre 2006 (archivé sur Internet Archive).
- (en) « Aerial Refuelling and Air Lift Capabilities », sur Air Power Australia (en), 27 novembre 2014.
- (en) « The world’s biggest aerial refuelling aircraft » [« Le meilleur avion de ravitaillement en vol du monde »], sur airforce-technology.com, 10 novembre 2013.